# Smart client
Smart Client är ett begrepp som Microsoft använder för att beskriva det slags applikation som fått det bästa från två världar hos WEB-applikationer och vanliga "tjocka" klienter. Programmet körs lokalt på den lokala PC:n, men det startas från en webbserver. Vinsten blir att programmet känns och fungerar som ett vanligt Windowsprogram, men det är lika lätt att släppa en ny version av det som med en webbsida. 
Applikationen blir enkel att underhålla. Om en ändring görs i applikationen kommer klientens system att upptäcka det vid nästa uppstart av programmet och automatiskt ladda hem de uppdaterade filerna. Det så kallade dll-hell som varje utvecklare och systemadministratör fruktar undviks på ett effektivt sätt eftersom alla nödvändiga filer för programmet ligger samlade på ett ställe. Installation av programvaran blir enkel eftersom det praktiskt taget räcker med att starta en .exe-fil som ligger på en webbserver. Därefter laddas alla filer ner allt eftersom de behövs. 
Utvecklarna får tillgång till fördelarna som en riktigt windows-applikation ger, som till exempel kortare svarstider i applikationen, eftersom de flesta beräkningar och liknande kan göras på klienten istället för på en server. Framför allt är det mycket lättare att göra ett snyggt och funktionellt gränssnitt utan att utvecklaren måste ta hänsyn till olika versioner av webbläsare.
Smart-Client är extremt användbart i situationer då man har flera klienter som arbetar med samma system, som CRM-system för callcenter, POS hos affärskedjor och andra typer programvaror som arbetar med| webbtjänster på ett eller annat sätt.